# يان ميرسير
يان ميرسير (بالإنجليزية: Ian Mercer)‏ هو ممثل بريطاني، ولد في 1961 في المملكة المتحدة.

## أعمال

### أفلام
- (2003)  الجانب البعيد عن الوطن[3]

## وصلات خارجية
- يان ميرسير على موقع IMDb (الإنجليزية)
- يان ميرسير على موقع قاعدة بيانات الفيلم (الإنجليزية)